# Комиш Зоря
Комиш Зоря (на украински: Комиш-Зоря) е селище от градски тип в Южна Украйна, Куйбишевски район на Запорожка област. Основано е през 1905 година. Населението му е около 2412 души.